# Fritz Platten
Fritz Platten, född 8 juli 1883 i Tablat, död 22 april 1942 i Lipovo i närheten av Njandoma i Sovjetunionen, var en schweizisk kommunist. Han var aktiv i Komintern och nära vän till Lenin. Under Stalin fängslades Platten och dog i fångläger.

## Biografi
Platten är känd för att efter februarirevolutionen 1917 ha organiserat Lenins återresa till Ryssland. Om denna resa publicerade Platten boken Die Reise Lenins durch Deutschland im plombierten Wagen.
Platten är även känd för att ha varit den som räddade Lenins liv vid ett attentat - utfört av ”kontrarevolutionära anarkist-terrorister” - mot den bil Lenin färdades i efter ett möte med soldater och matroser i Manegen i Petrograd 1 januari 1918. Platten skall då ha böjt ner Lenins huvud och räddat dennes liv. Först 1991 granskades versionen av ryska historiker, bland dem Jevgenij Danilov. De fann att det saknades bevis för anklagelserna. De fyra ögonvittnena, Lenin, hans syster Maria, Platten och chauffören lämnade uppgifter som inte sammanfaller på en enda punkt utan tvärtom är motstridiga. Man konstaterade att redovisad skottlossning var utesluten av det slag som skildrats. 
Vaksberg menar att avsikten med det påstådda attentatet var att inför öppningen av den Konstituerade församlingen fyra dagar senare, piska upp hysteri och ta till ”extraordinära motåtgärder till försvar mot revolutionens landvinningar”, dvs bereda vägen för den röda terrorn. Avsikten var att  upplösa den Konstituerade församlingen - där bolsjevikerna hade 25% medan socialrevolutionärerna hade ensam majoritet på 59%. Vilket också skedde.
Platten arresterades den 12 mars 1938 och anklagades för olaga innehav av en revolver, som han tjugo år tidigare hade haft med sig från Schweiz, därmed planerat terrordåd mot Stalin. Förundersökningen tog nitton månader. Platten fick fyra års straffläger med osannolik lätt regim i Archangelsk. Tillgång till böcker, radio etc. Han avled i lunginflammation den 22 april 1942. 
Omständigheterna kring Plattens död är höljda i dunkel, men en källa anger att han avrättades genom arkebusering.
Plattens hustru Bertha Platten-Zimmerman arresterades den 4 juni 1937 anklagades för att vara tysk och engelsk spion, fört information till Trotskij. Hon arkebuserades den 2 december 1937. 

## Bilder

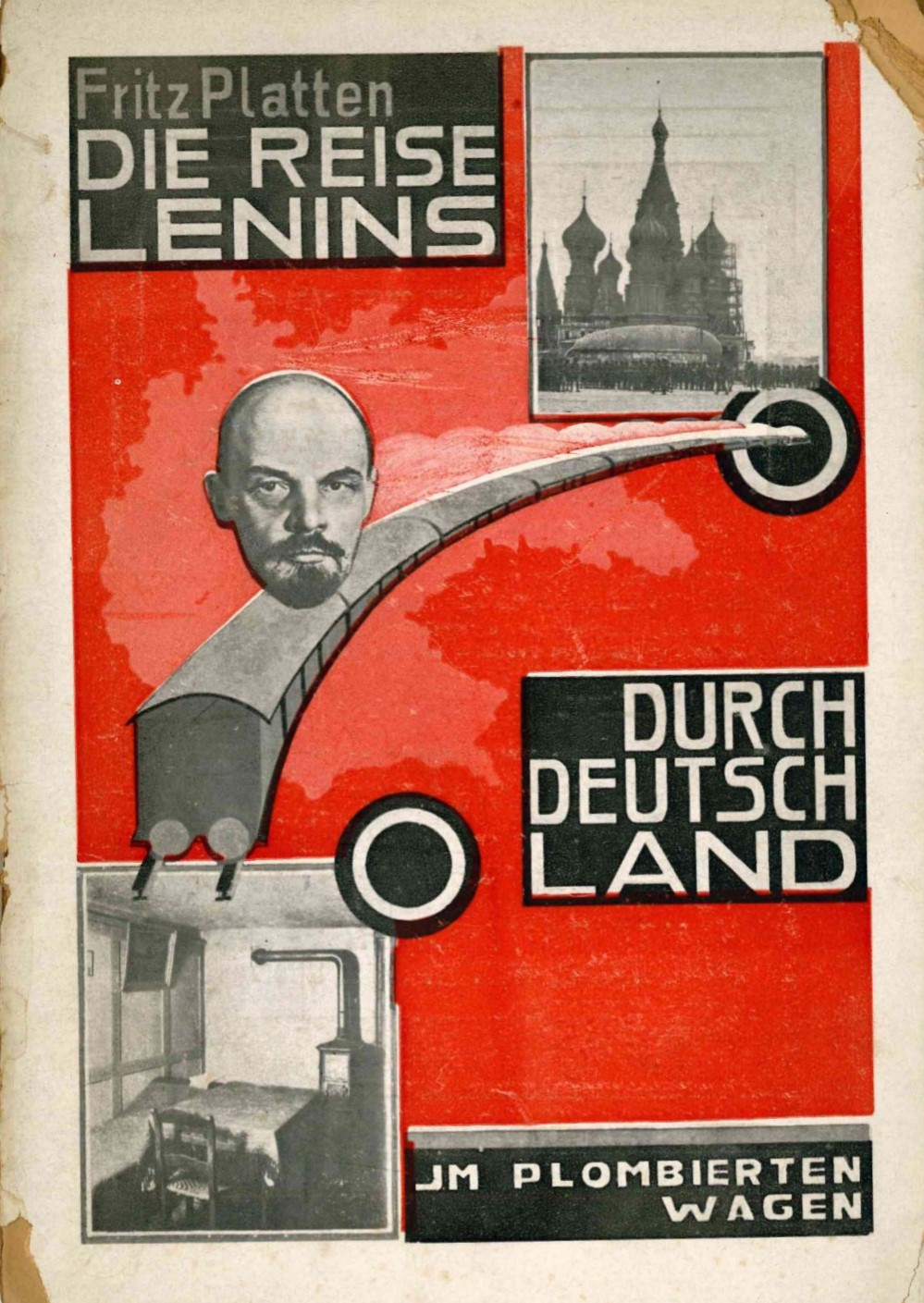
Omslaget på boken Die Reise Lenins durch Deutschland im plombierten Wagen.